# Wiborgia
Genre
Wiborgia est un genre de plantes à fleurs dicotylédones de la famille des Fabaceae, sous-famille des Faboideae, originaire d'Afrique, qui compte dix espèces acceptées.

## Liste d'espèces
Selon The Plant List (30 septembre 2018) :
- Wiborgia fusca Thunb.
- Wiborgia humilis (Thunb.) R.Dahlgren
- Wiborgia incurvata E.Mey.
- Wiborgia leptoptera R.Dahlgren
- Wiborgia monoptera E.Mey.
- Wiborgia mucronata (L.f.) Druce
- Wiborgia obcordata (P.J.Bergius) Thunb.
- Wiborgia sericea Thunb.
- Wiborgia tenuifolia E.Mey.
- Wiborgia tetraptera E.Mey.